# Halász Ottó
Halász Ottó, angol nyelvterületen Otto Halász (Budapest, 1927. október 24. – Budapest, 1986. február 14.) magyar építőmérnök, tanszékvezető egyetemi tanár, 1967 és 1973 között, majd 1981-től haláláig a BME Építőmérnöki Karának dékánja, az MTA levelező tagja (1982).

## Családja
Szülei 1922. október 26-án Budapesten, a Terézvárosban házasodtak össze. Édesapja Halász Manó (1885–1940) MÁV-főmérnök, édesanyja Hoffmann Erzsébet (1897–1981). Nagybátyja Halász Géza volt. Halász Ottó 1954-ben megnősült. Felesége Láng Zsuzsanna szemész főorvos volt. Lányuk Halász Katalin, szintén építőmérnök lett.

## Életpályája
1945-ben érettségizett Budapesten, a Kölcsey Ferenc gimnáziumban, majd beiratkozott a Budapesti Műszaki Egyetemre, ahol a mérnöki karon 1950-ben szerzett jeles diplomát. Ettől kezdve az ÉKME (Építőipari és Közlekedési Műszaki Egyetem) Építőmérnöki Kar I. sz. Hídépítési Tanszék, a BME, illetve a BME Építőmérnöki Kar Acélszerkezetek Tanszék tanársegédje, majd 1954-ig aspiránsa, 1960-ig adjunktusa, 1966-ig docense, mígnem 1966. július 31-én egyetemi tanári kinevezést kapott. 1956-ban lett a műszaki tudományok kandidátusa, 1978-ban doktora. 1959-ben a hallei Műszaki Főiskolán szerzett hegesztő szakmérnöki oklevelet, a következő évben pedig az Építőipari és Közlekedési Műszaki Egyetemen doktorált. 1961 és 1966 között a BME mérnöki karának dékánhelyettese volt, 1968-tól az acélszerkezetek tanszék tanszékvezetője haláláig. Mindeközben 1964. és 1965. között az Amerikai Egyesült Államokban volt tanulmányúton, mint Ford-ösztöndíjas. 1967 és 1973 között, majd 1981-től haláláig a BME Építőmérnöki Karának dékánja volt.  Dékánként kezdeményezte és megvalósította az Építőmérnöki Kar új tantervét, a kari számítástechnika és laboratóriumi oktatás kiterjesztését. A Budapesti Műszaki Egyetem Építőipari Laboratórium első kezdeményezője és igazgatója volt 1973-tól. 1982. május 7-én a Magyar Tudományos Akadémia levelező tagja lett.
Lelkiismeretes és lelkes oktató volt, világos előadásai a hallgatóság körében is legendásak voltak. A hallgatók szavazatai alapján többször megkapta a Kar Kiváló Oktatója címet is.[forrás?]
Munkatársaival, hallgatóival törődő, iskolateremtő vezető volt[forrás?], aki egy személyben egyesítette a nagyigényű, de segítőkész tudóst a gondoskodó, mindenki problémáira odafigyelő emberrel, s aki magas tudományos színvonalú gondolatait is közérthetően, világosan tudta továbbadni. Hallatlan munkabírással, súlyos betegen is tovább dolgozott, szinte utolsó pillanatáig a közösség javára tevékenykedett.[forrás?]
Mint konzulens, szerepet vállalt egyes magyarországi acélszerkezetek (Paksi Atomerőmű, dunaújvárosi Dunai Vasmű, Nyugati pályaudvar stb.) építésének és rekonstrukciójának megtervezésében, a tervek ellenőrzésében.
2017-ben szobrot kapott a BME kampuszán.

## Egyesületi és bizottsági tagságai
- MTA Műszaki Tudományok Osztályának elnökhelyettese (1985–1986)
- MTA Mérnöki Létesítmények Szakbizottsága titkára (1957–1959), Acél Munkabizottsága (1958–1960), Építési Főbizottsága (1959–1960), Tartószerkezeti Bizottsága (1960–1968), Műszaki Mechanikai Bizottsága tagja (1968-1986)
- Az Építőipari Tudományos Egyesület Tartószerkezeti Szakosztályának vezetőségi tagja (1970-1986)
- Az IUTAM magyar nemzeti bizottsága tagja (1972-1986)
- Nemzetközi Híd- és Magasépítési Egyesület tagja (1967–1986)
- Column Research Council (USA) tagja (1970–1986)

## Elismerései
- Akadémiai Díj II. fok (1964)
- Felszabadulási Jubileumi Emlékérem (1970)
- Munka Érdemrend (arany, 1973)
- A New York-i St. John’s University tb. doktora (1984)

## Főbb művei
- Tartók statikája, folytatólagos többtámaszú tartók. Egy. jegyz. (Bp., 1952)
- A határegyensúlyi elmélet tételeinek alkalmazása tartórácsok és lemezek törőterhelésének megállapítására. Kand. értek. (Bp., 1955)
- Vasbetonlemezek határegyensúlyáról. (MTA Műszaki Tudományok Osztálya Közleményei, 1956)
- Számítási eljárás szegélybordás vasúti lemezhidak méretezéséhez. (ÉKME Tudományos Közleményei, 1958)
- Rúdszerkezetek teherbírás-számítása és tervezése a képlékenységtan szerint. Kaliszky Sándorral, Kollár Lajossal. (Bp., 1958)
- Az ortotróp pályalemez. Hunyadi Ferenccel. (Mélyépítéstudományi Szemle, 1959)
- Fémek fáradására vonatkozó újabb vizsgálatokról. (Mélyépítéstudományi Szemle, 1961)
- Acéllemez szelvények. Csellár Ödönnel, Korda I.-vel. (Magyar Építőipar, 1962)
- Acéllemez szelvények alkalmazása a hazai építőiparban. Csellár Ödönnel. (ÉKME Tudományos Közleményei, 1962)
- Korszerű méretezés. Többekkel. (Bp., 1962; németül: Wiesbaden–Berlin, 1972)
- Könnyű acélszerkezetek. Csellár Ödönnel. Egy. jegyz. (Bp., 1962)
- Vékonyfalú nyomott rudak kihajlásvizsgálata. Csellár Ödönnel. (Mélyépítéstudományi Szemle, 1964)
- Vékonyfalú rudak stabilitásvizsgálata. Csellár Ödönnel. (ÉKME Tudományos Közleményei, 1964)
- Vékonyfalú acélszerkezetek. Csellár Ödönnel, Réti Vilmossal. (Bp., 1965)
- Acélszerkezetek. III. 1. Stabilitáselmélet. Egy. jegyz. (Bp., 1966; 4. kiad. 1999)
- Adoption of the Theory of Plasticity to Steel Structures. (Acta Technica, 1967)
- Alumíniumrudak kihajlása. (Statikusan terhelt alumíniumszerkezetek tervezése. Bp., 1969)
- Az acél építőipari felhasználása, fejlesztési tendenciák. (Magyar Építőipar, 1971)
- Theorems for a Simplified Second Order Limit Analysis of Elastic-Plastic Frames. (International Association for Bridge and Structural Engineering. Preliminary Report. Zurich, 1972)
- Acélszerkezetek méretezésének elvi alapjai. Egy. jegyz. (Bp., 1973; 3. kiad. 1985)
- A nyomott rúd. Egy. jegyz. (Bp., 1973)
- A számítási modellek megbízhatóságának néhány elvi kérdése acélszerkezetek esetén. Platthy Pállal. (Mélyépítéstudományi Szemle, 1974)
- Acélszerkezetek. I–II. köt. Platthy Pállal. Egy. jegyz. (Bp., 1974–1976)
- Acélszerkezetek teherbírás-számítása. Másodrendű feladatok. Doktori értek. (Bp., 1976)
- Hidak Magyarországon. Többekkel. (Bp., 1980, angolul, németül, franciául, oroszul is)
- Alumíniumszerkezetek méretezése. (Alumínium kézikönyv. Bp., 1984)
- Docendo discimus. Selected Papers of Professor Ottó Halász. (Bp., 1986)
- Tartószerkezetek méretezése : modell és valóság : akadémiai székfoglaló 1983. február 23. (1987)
- Acélszerkezetek. Platthy Pállal. Egy. tankönyv. (Bp., 1987; 4. kiad. 1999)
- Stabilitástan. Iványi Miklóssal. (Bp., 1995; 2. kiad. 2001).

### Online
- Dr. Halász Ottó. Budapesti Műszaki Egyetem. Egyetemi Értesítő. Budapest, 1986. 1. sz.
- Halász Ottó emlékülés. MAGÉSZ Acélszerkezetek, 2008. (5. évf.) 2. sz. 70-71. o.
- Halász Ottó gyászjelentése. Az MTA és BME részéről. familysearch.org (Hozzáférés ideje: 2016. március 12.)
- Halász Ottó gyászjelentése. Az MTA és BME részéről (angol nyelven). familysearch.org (Hozzáférés ideje: 2016. március 12.)
- Halász Ottó. Szilárdságtani és Tartószerkezeti Tanszék. [2016. január 19-i dátummal az eredetiből archiválva]. (Hozzáférés: 2015. június 19.)
- Halász Ottó. Hidak és Szerkezetek Tanszék. (Hozzáférés: 2015. június 19.)[halott link]

### Újságcikkek
- Baránszky-Jób Imre: Halász Ottó, Platthy Pál: Acélszerkezetek (Tankönyvkiadó, Budapest, 1987.). Magyar alumínium, 1988. (25 évf.) 5. sz. 178. o.
- Korányi Imre: Csellár Ödön – Halász Ottó – Réti Vilmos: Vékonyfalú acélszerkezetek. Mélyépítéstudományi szemle, 1966. (16. évf.) 6. sz. 270, 289. o.
- Szabó János: Halász Ottó 1927-1986. Magyar tudomány, 1986. (31. (93.) köt.) 10. sz. 818-820. o.

### Lexikoncikkek
- Magyar Nagylexikon. Főszerk. Élesztős László (1-5. k.), Berényi Gábor (6. k.), Bárány Lászlóné (8-). Bp., 1993-, Akadémiai Kiadó.
- A Magyar Tudományos Akadémia tagjai 1825-2002. Szerzők: Markó László, Burucs Kornélia, Balogh Margit, Hay Diana. Bp., 2003, MTA Társadalomkutató Központ.
- Révai Új Lexikona. Főszerk. Kollega Tarsoly István. Szekszárd, 1996-, Babits.
- Születtem…: Magyar tudósok önéletrajzai. Összeáll. Csiffáry Gabriella. Budapest, 2003, Palatinus. ISBN 963-9380-95-4
- Természettudományos és műszaki ki kicsoda? Szerk. Szluka Emil, Schneider László. Bp., 1986, Országos Műszaki Információs Központ és Könyvtár.
- Új magyar életrajzi lexikon. Főszerk. Markó László. Bp., 2002, Magyar Könyvklub.